# Wagner-Schnurrbartfledermaus

Unvollständige Skizze des Verbreitungsgebiets

Die Wagner-Schnurrbartfledermaus (Pteronotus personatus) ist eine Fledermausart aus der Familie der Kinnblattfledermäuse (Mormoopidae), welche in Zentral- und Südamerika beheimatet ist.

## Beschreibung
Pteronotus personatus ist mit einer Kopf-Rumpf-Länge von 65 mm und einer Unterarmlänge von 43,2 mm eine kleine Fledermaus. Das Fell ist meist rötlich bis schwarz-braun. Die Ohren sind spitz zulaufend und nach vorne gerichtet. Die Unterlippe ist auffällig und mit Papillen versehen. Die Nase ist in Falten der Oberlippe mit eingeschlossen. Die Flügel sind an der Körperseite des Tieres befestigt und enden an den Knöcheln. Die Schwanzflughaut ist groß und haarlos mit einem langen, dünnen Calcar.
Die Wagner-Schnurrbartfledermaus sieht P. parnellii sehr ähnlich, ist aber viel kleiner. Im Gegensatz zu P. davyi sind die Flügel nicht über dem Rücken verbunden. Die labionasale Platte ist einfach geformt und besitzt keine Auswüchse wie bei P. macleayii und P. quadridens.

## Lebensweise
Pteronotus personatus ist wie die meisten Fledermäuse nachtaktiv und ernährt sich von Insekten, die im Flug gefangen werden. Die Fluggeschwindigkeit kann dabei bis zu 20 km/h erreichen.
Die komplexen Echoortungsrufe bestehen aus einer Serie von konstant-frequenten Tönen, gefolgt von einem frequenz-modulierten Mittelteil und einem kurzen, konstant-frequenten Ende. Die Rufe bewegen sich dabei zwischen 36 und 85 kHz und sind somit für das menschliche Ohr nicht hörbar.
Tagsüber findet man die Tiere in Kolonien von bis zu 15.000 Individuen in warmen, feuchten Höhlen und Minen. Solche Orte teilt sich die Art oft mit ihren Schwesterarten P. davyi und P. parnellii, aber auch mit Mormoops megalophylla, dem Gemeinen Vampir (Desmodus rotundus), Leptonycteris curasoae und Natalus stramineus.
Die Weibchen sind saisonal momoöstrisch und gebären im Juni oder Juli jeweils ein einziges Jungtier. Die Geburt fällt in den Beginn der Regenzeit, während der die Insektendichte ansteigt und die Mutter somit genügend mit Nahrung versorgt ist, um ausreichend Milch für das Jungtier produzieren zu können.

## Verbreitung und Lebensraum
Die Wagner-Schnurrbartfledermaus kommt von Mexiko bis Brasilien und Bolivien vor. Die Art wird von der IUCN  als ungefährdet eingestuft.